# Epidendrum hemiscleria
Epidendrum hemiscleria är en orkidéart som beskrevs av Heinrich Gustav Reichenbach. Epidendrum hemiscleria ingår i släktet Epidendrum och familjen orkidéer.

## Underarter
Arten delas in i följande underarter:
- E. h. hemiscleria
- E. h. occidentalis